# Daniel David Ntanda Nsereko
Daniel David Ntanda Nsereko (Masaka, 27 novembre 1941) è un giudice ugandese della Corte penale internazionale, Divisione d'Appello.
Eletto dall'Assemblea degli Stati Parte nel Gruppo degli Stati africani, Lista A, il 3 dicembre 2007 per quattro anni e due mesi.